# Pierre Faniest
Pierre Édouard Faniest (né le 7 juillet 1926 à Frignicourt et mort le 22 mars 2010 à Biot) est un peintre français. Il a été l'élève de Fernand Léger de 1945 à 1950, avant d'accompagner ce dernier à Biot où il s'est définitivement fixé. Il a successivement abordé la figuration et l'abstraction.

## Biographie
Blessé de guerre, Pierre Faniest suit les cours l'Académie Fernand Léger de Montrouge. Après qu'en 1951 lui ait été décerné le 1er Prix de peinture de l'Académie, il suit le maître à Biot (avec une autre élève, Nadia Khodossievitch, que Léger épouse en 1952), l'accompagnant dans ses recherches sur la céramique qu'ensemble ils expérimentent chez Roland Brice dont Pierre Faniest fréquente l'atelier de l'impasse des Roses une année durant. C'est la rencontre de Simone Castaldi, qui deviendra son épouse, qui le décide à se fixer définitivement à Biot.
Pierre Faniest s'implique rapidement dans la vie culturelle de la région, contribuant à la création de premier Salon d'art abstrait d'Antibes en 1951, tout comme il sera ensuite initiateur du Festival des heures musicales de Biot,. Il devient l'un des précurseurs des mouvements picturaux qui ont donné naissance à l'École de Nice. Dès 1959, il participe, avec Arman, Fabre et Hayat, au salon Sculptures Peintures à l'hôtel Plaza de Nice.
En 1962, il organise l'exposition Expressions nouvelles au Centre culturel d'Antibes, qui présente ses œuvres aux côtés de celles de Pierre Gastaud, Ladislas Kijno, Suzanne Vigné et Jean Leppien. En 1964, il est responsable de l'exposition présentée au Bastion Saint-André d'Antibes dans le cadre du 2e Festival des arts plastiques de la Côte d'Azur. Ses créations côtoient celles de Claude Viallat, Bernar Venet et Jean Villeri.
Il participe ensuite à de nombreuses manifestations artistiques sur la Côte d'Azur, à Céret et en Italie. Ses œuvres majeures sont souvent présentées à Biot où il est mort en mars 2010 et où il est inhumé.

## Expositions

### Expositions personnelles

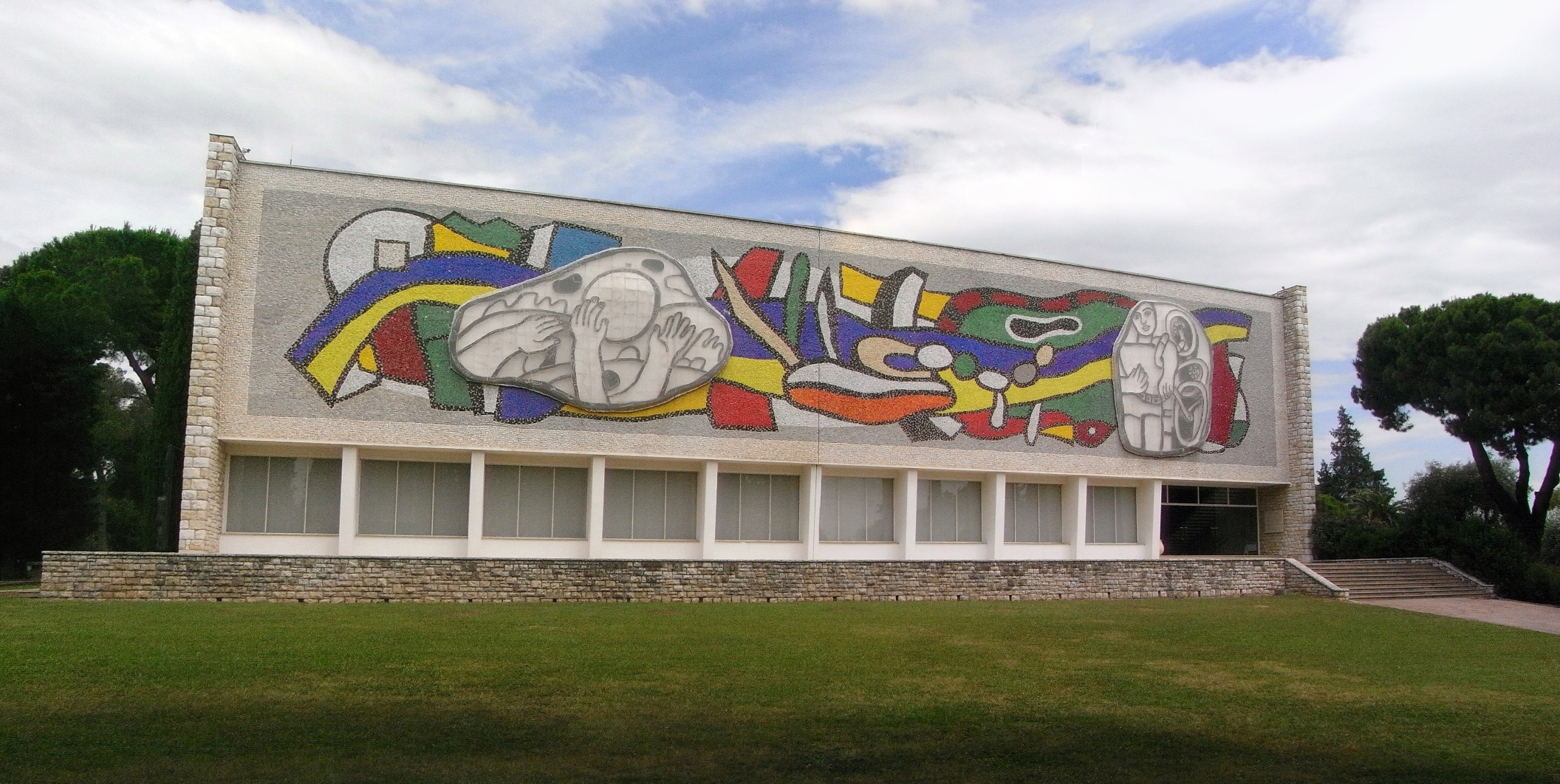
Musée national Fernand-Léger, Biot

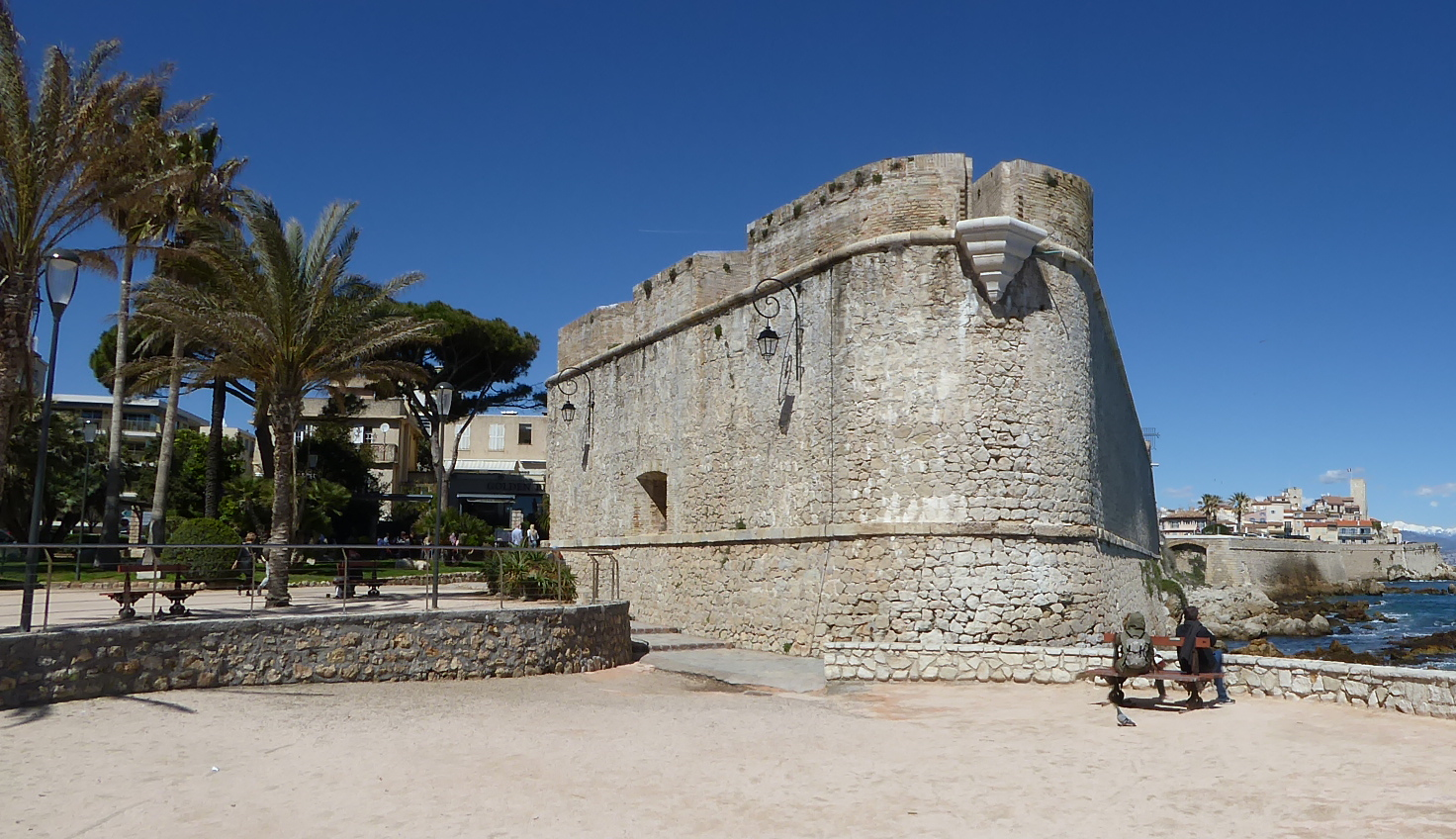
Bastion Saint-André, Antibes

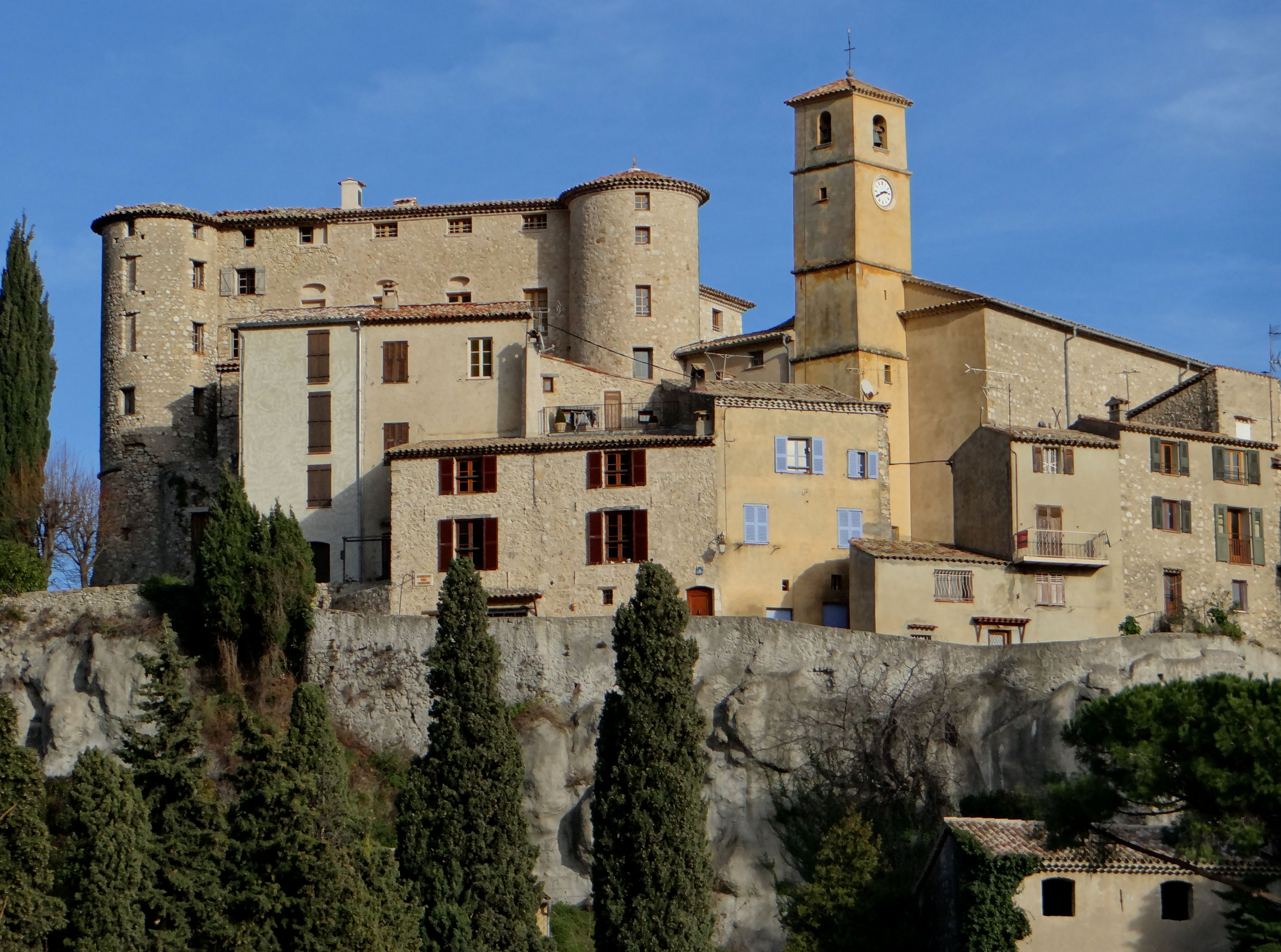
Château de Carros (Centre international d'art contemporain)

- Musée national Fernand-Léger, Biot, 1992.
- Office du tourisme de Biot, décembre 2002 - janvier 2003.
- Centre international d'art contemporain, château de Carros, 2005.
- Pierre Faniest, hors les courants, Galerie Art-France, Nice, septembre-octobre 2009[7].

### Expositions collectives
- Semaine de l'art vivant - Cercle littéraire et artistique méditerranéen - Arman, Jean-Michel Atlan, Manfredo Borsi, Jean Cocteau, Jean Cassarini, Pierre Faniest, Jean Leppien, Jean Villeri, Jean Visly, hôtel Le Scribe, Nice, 1957.
- Exposition sous le patronage du Rotary-Club de Carpentras, Musée Comtadin-Duplessis, Carpentras, 1959.
- Expressions nouvelles, Centre culturel d'Antibes, à partir de 1959.
- 2e Festival des arts plastiques de la Côte d'Azur, bastion Saint-André, Antibes, 1964.
- Beau comme un symptôme - Variations d'interprétations, Centre international d'art contemporain, Carros, janvier-avril 2007[8].
- Le blanc et le noir, espace Vogade, Gattières, janvier-février 2008[9].
- Léger, Faniest... et Biot, office de tourisme de Biot, juillet-août 2010[5].
- Par delà les frontières du regard - Quarante artistes choisis autour de la donation André Verdet au château de Carros : Arman, César, James Coignard, Bernard Damiano, Pierre Faniest, Franta, Pierre Gastaud, Henri Goetz, Hans Hartung, Paul Jenkins, Yves Klein, Pablo Picasso, Anton Prinner, Théo Tobiasse, Raoul Ubac, Javier Vilató, Jean Villeri..., Centre international d'art contemporain, Carros, juin-octobre 2011[10],[11].
- Arts - Écritures - Langages, CRDP de l'Académie de Nice, novembre 2011[12].
- Sortir de sa réserve - Hommage aux donateurs, Centre international d'art contemporain, Carros, février-mai 2016[13],[14].
- Sous nos pas, les rivières - Pierre Faniest, Henri Goetz, Patrick Lanneau, Ben Vautier…, Centre international d'art contemporain, Carros, février-juin 2025[15].

## Réception critique
- « Il couvre sa toile de signes colorés, proches des hiéroglyphes, dans une sorte de tachisme lyrique créant un espace poétique. » - Dictionnaire Bénézit[16]
- « Le vocabulaire pictural de Faniest est imprégné à chaque période d'un dynamisme étonnant, écritures tourbillonnantes, formes souvent telluriques, matières irradiées, calligraphies initiatiques, taches d'encres profondes, intensités chromatiques rayonnantes. Les puissances évocatoires de chacune des compositions témoignent d'une continuité dans les multiples explorations qui entraînent l'homme à pénétrer dans un monde différent. Sa connaissance absolue du métier de peintre trouve une traduction dans d'intéressantes recherches picturales, de la figuration à l'abstraction, sans omettre de superbes calligraphies. Il met ses qualités au service de multiples mouvances alliant la tonicité tonale à l'écriture de la matière, offrant plus récemment l'approche des reliefs, des vinyles, des papiers froissés. Son itinéraire est celui d'une avant-garde non vieillie, qui révèle une peinture respectée et revendiquée. » -CRDP de l'Académie de Nice[12]

## Prix et distinctions
- 1er Prix de peinture de l'Académie Léger, 1951[5].

## Collections publiques
- Musée Picasso, Antibes[17].
- Ville de Biot[5].

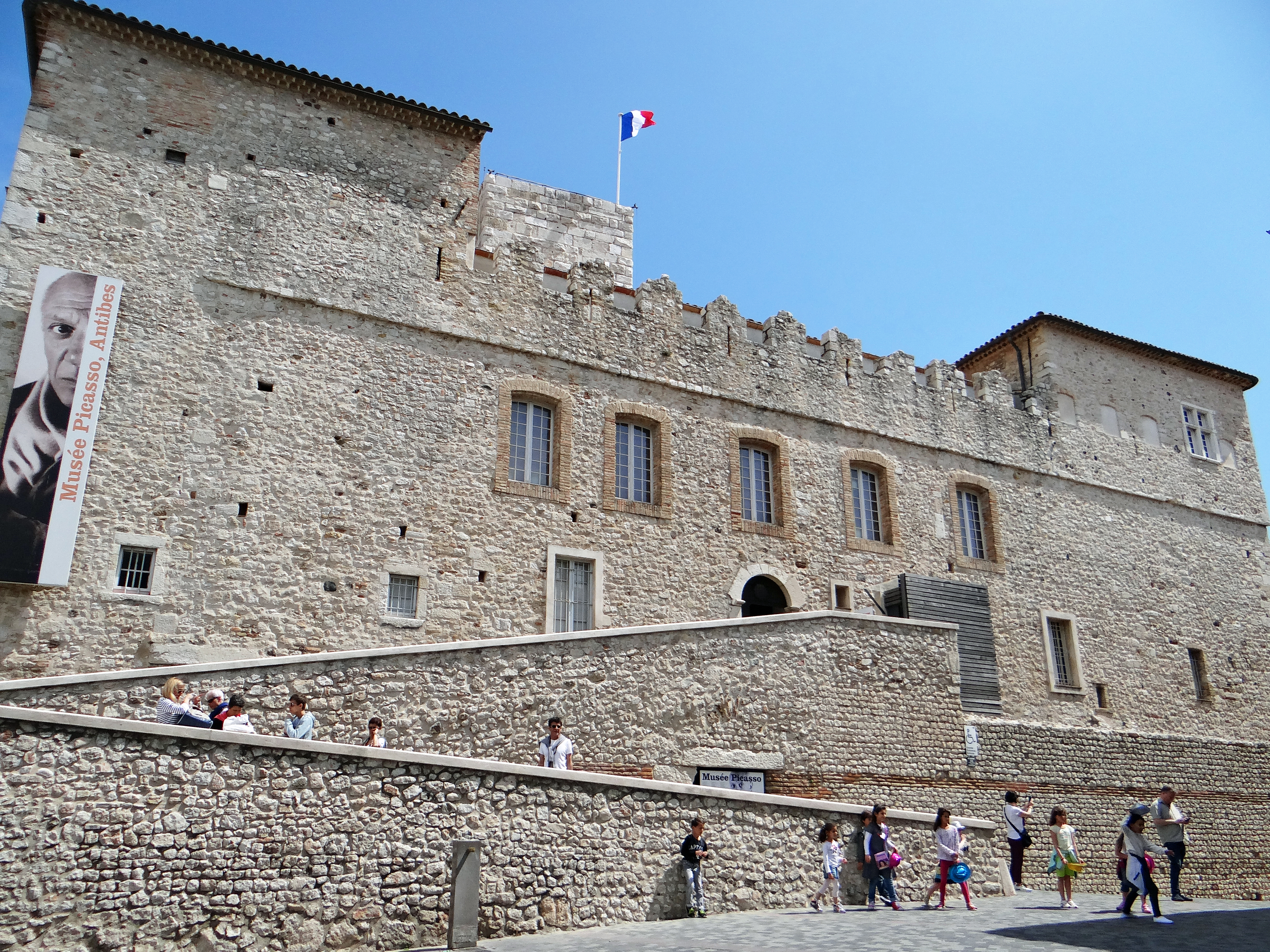
Musée Picasso (Antibes)

- Centre international d'art contemporain, Carros :
  - Écritures, acrylique sur toile 116x81cm, 1973[12] ;
  - Tables de prières tibétaines, toile[14].
- Musée d'Art moderne de Céret[18] :
  - "Chappaqua" - Hommage à Ornett Coleman, huile sur toile 190x150cm, 1967[19] ;
  - Sans titre, encre sur papier 76x56cm, 1975[20].
- Mairie de Frignicourt (commune natale de l'artiste), Sous-bois, toile, 1963.
- Centre national d'art contemporain (villa Arson), Nice.

## Collections privées
- André Verdet[11].